# 베누시아
베누시아(영어: Venucia)는 둥펑 자동차의 자회사인 둥펑 닛산 승용차 유한공사(둥펑 닛산)의 자동차 브랜드이다. 이 브랜드는 2010년 9월 둥펑 닛산에 의해 론칭되었다. 2017년 2월부터 2020년 말까지 베누시아는 둥펑 닛산에서 분리되어 둥펑 베누시아 자동차 유한공사(영어: Dongfeng Venucia Motor Company)라는 이름으로 자동차 마케팅 및 생산에 중점을 둔 별도의 둥펑 자동차 자회사였다. 2020년 12월, 둥펑 자동차는 베누시아를 둥펑 닛산으로 재편입할 것이라고 발표했다.

## 역사
2010년 9월 둥펑 닛산은 중국 내수 시장을 위해 회사에서 직접 개발하고 디자인한 차량을 판매하는 데 사용될 새로운 브랜드인 베누시아를 공개했다.
2011년 11월, 둥펑 닛산은 베누시아 브랜드로 판매될 첫 번째 차량이 D50 중형 세단이 될 것이며 2012년 상반기에 판매될 것이라고 발표했다.
둥펑 닛산은 2012년 오토 광저우 모터쇼에서 베누시아 e30 전기자동차의 양산형 버전을 공개했다. 이전 버전인 베누시아 E-콘셉트는 2012년 베이징 오토 쇼에서 공개되었다. 처음에는 2015년까지 중국에서 전기차를 생산할 예정이었으며, 닛산 리프와 동일한 차체, 치수, 전기 구동 사양 및 기타 기능을 공유한다. 둥펑 닛산은 지방 정부와 공동으로 베누시아 e30을 홍보하기 위해 중국 15개 도시에서 파일럿 프로젝트를 시작할 계획이었다. 2013년 12월까지 총 216대가 인도되었다. 이 차량들은 베누시아 모닝 윈드로 판매되고 있으며, 아직 현지 생산이 시작되지 않았기 때문에 재배지된 리프이다. 2014년 4월, 둥펑 닛산은 베누시아 e30의 소매 판매가 2014년 9월에 시작될 예정이라고 발표했다.
둥펑 닛산은 2012년 9월 두 번째 양산 모델인 R50 5도어 중형 해치백을 출시했다. R50은 중국에서 디자인되었으며 초보 구매자를 대상으로 한다.
베누시아 비와 콘셉트 카는 2013년 4월 상하이 오토쇼에서 공개되었으며, 닛산 마치 플랫폼을 기반으로 한 새로운 양산차를 미리 선보였다. R30은 이후 2014년에 출시되었다.
닛산은 첫 2년간의 판매 기간(2012년~2014년) 동안 20만 대의 베누시아 차량이 판매되었다고 주장했다.
2015년 1월에는 닛산 캐시카이를 기반으로 한 소형 SUV인 T70이 출시되었다.
2017년 2월, 베누시아는 둥펑 자동차의 별도 자회사로 분리되었다. 같은 해, 회사는 새로운 중형 세단인 D60을 선보였는데, 이는 베누시아 브랜드의 새로운 디자인 스타일을 통합한 첫 번째 차량이었다. 2018년부터 회사는 내연기관 구동 모델의 전기 버전을 출시하고 있다.
2019년 말, 둥펑 베누시아는 소형 크로스오버인 스타(중국어 간체자: 星, 병음: Xīng)의 출시를 발표했다. 판매는 2020년 초에 시작되었다. 스타는 "갤럭시-V" 브랜드 스타일링을 가진 최초의 모델이었다. 또한 베누시아 스마트 아키텍처(VSA)를 기반으로 구축된 최초의 모델이기도 한데, 이는 둥펑 베누시아의 플랫폼 현지화를 가능하게 하고 다양한 르노-닛산-미쓰비시 얼라이언스 회사의 부품 장착을 용이하게 하는 모듈러 시스템이다.
2020년 12월, 둥펑 자동차는 회사 재편의 일환으로 베누시아를 둥펑 닛산으로 다시 합병할 것이라고 발표했다.

## 디자인 및 제조
처음에는 베누시아의 차량이 둥펑 닛산에 의해 직접 설계되었다. 2014년, 회사는 베누시아 디자인 센터라고 불리는 베누시아만을 전담하여 설계하는 별도의 시설을 광저우시에 설립할 것이라고 발표했으며, 이는 2016년 6월에 개장했다. 2018년 4월, 둥펑 베누시아는 상하이시에 첨단 디자인 센터를 열었다.
베누시아 차량은 광저우와 정저우시에 위치한 공장에서 조립된다.

## 마케팅
베누시아의 첫 번째 브랜드 슬로건은 "세계를 읽고, 중국을 즐기다"(reading the world in a pleased China, 중국어 간체자: 阅世界，悦中国, 병음: Yuè shìjiè, yuè zhōngguó)였다. 2013년 오토 광저우에서 이 브랜드는 "다채로운 삶, 손에 닿는 곳에"(중국어 간체자: 多彩生活•触手可及, 병음: Duōcǎi shēnghuó•chùshǒu kě jí)라는 두 번째 슬로건을 도입했다. 또한 영어 슬로건인 "enjoy more"도 있었다. 2017년 베누시아 회사는 영어 슬로건 "Better for Better"와 중국어 슬로건 "정교한 장인정신, 당신과 함께"(ingenious craftsmanship, going with you, 중국어 간체자: 匠心匠品，与你同行, 병음: Jiàngxīn jiàng pǐn,
yǔ nǐ tóngxíng)를 도입했다. 같은 해, 회사는 수정된 브랜드 로고를 공개했는데, 이는 원래의 진한 파란색 배경에 다섯 개의 별 대신 비슷하지만 더 단순한 디자인이었다.
2014년 2월, 베누시아는 2016년 1월까지 광저우 헝다를 후원하기로 합의했으며, 구단은 베누시아의 모델 라인업을 홍보했다. 스폰서십은 2015년 12월에 종료되었는데, 둥펑 닛산이 광저우 헝다가 합의된 대로 팀 유니폼에 베누시아 광고를 포함하지 않았다고 주장하며 계약 위반으로 소송을 제기했기 때문이다. 광저우 화두 지방법원은 둥펑 닛산의 손을 들어주었다.
2015년 6월, 베누시아는 국제 수직 마라톤을 후원했다. 2019년 1월, 둥펑 베누시아는 2019년 FIBA 농구 월드컵 공식 스폰서십 계약을 체결했다.
2020년 초까지 모든 베누시아 모델은 알파벳-숫자 명칭(문자 하나와 숫자 두 개)으로 판매되었다. 베누시아 스타는 알파벳 이름만 사용한 최초의 모델이었다.

## 제품
다음 베누시아 차량은 현재 중국에서 판매되고 있다.
- D60, 4도어 소형 세단 (2017년–현재)
- 스타, 소형 CUV (2020년–현재)
- V-온라인, 소형 CUV (2021년–현재)
- T60, 소형 5도어 CUV (2019년–현재)
- VX6, 5도어 소형 전기 SUV (2023년–현재)

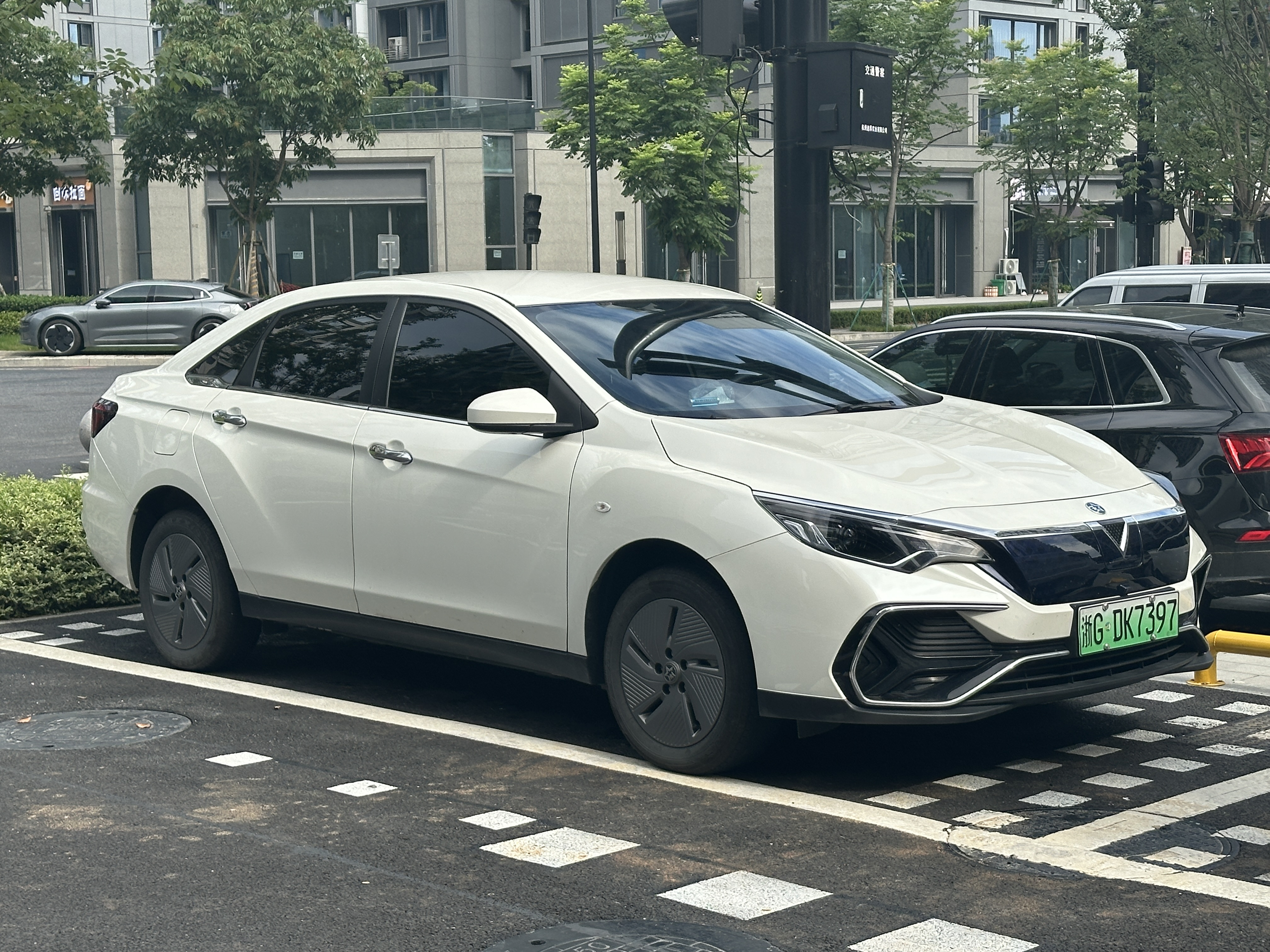
베누시아 D60 EV
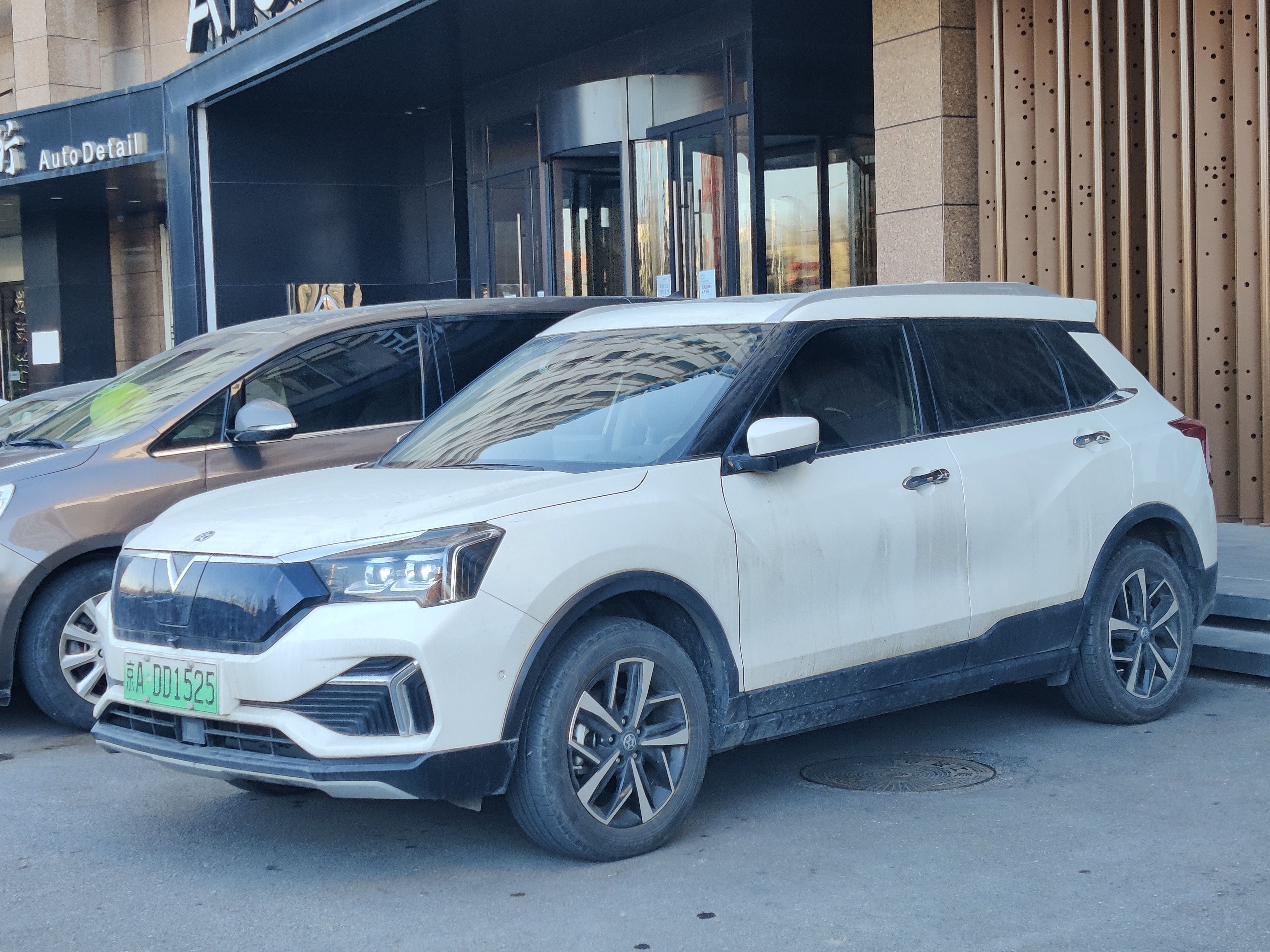
베누시아 T60 EV
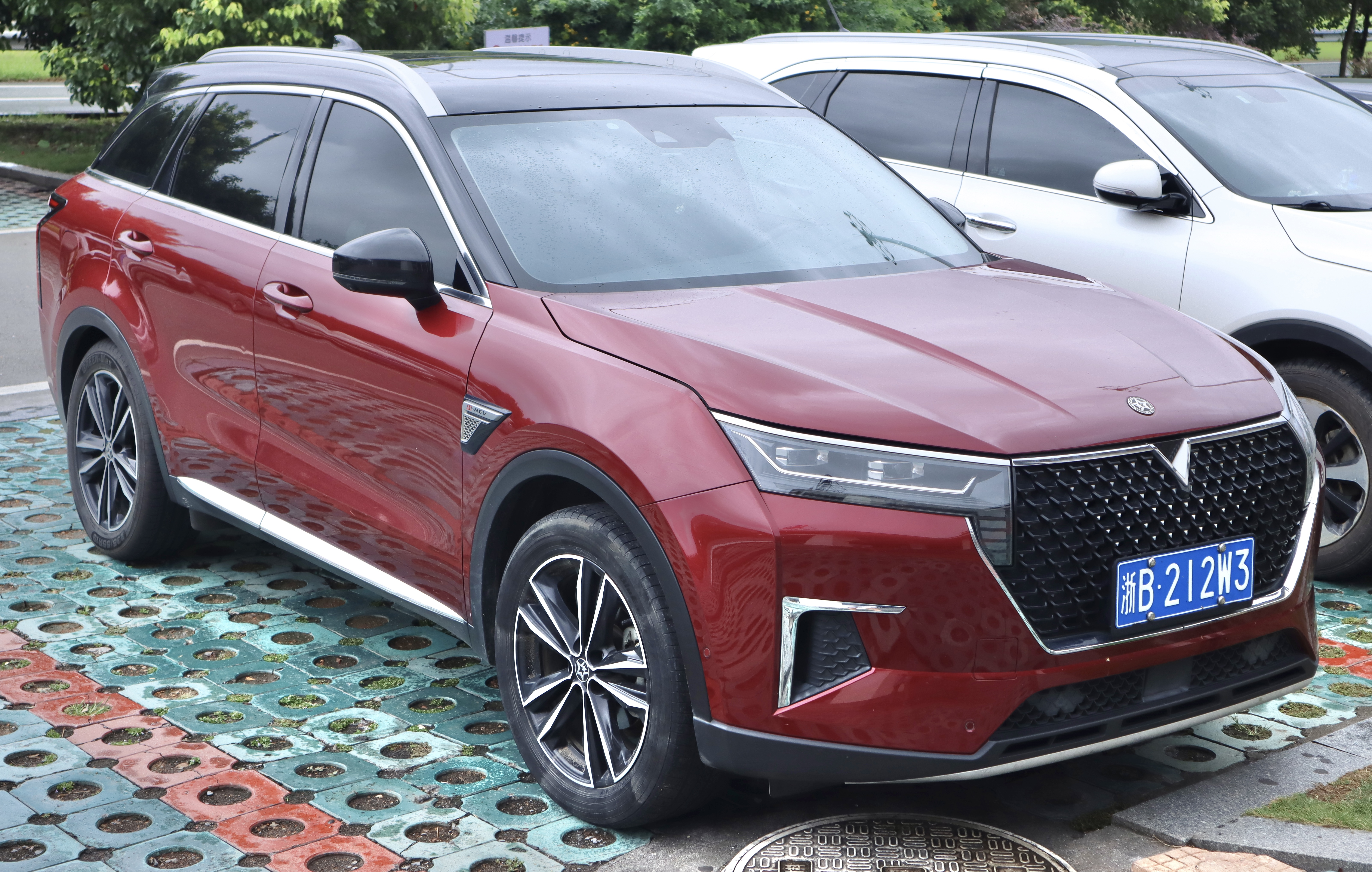
베누시아 싱 (스타)
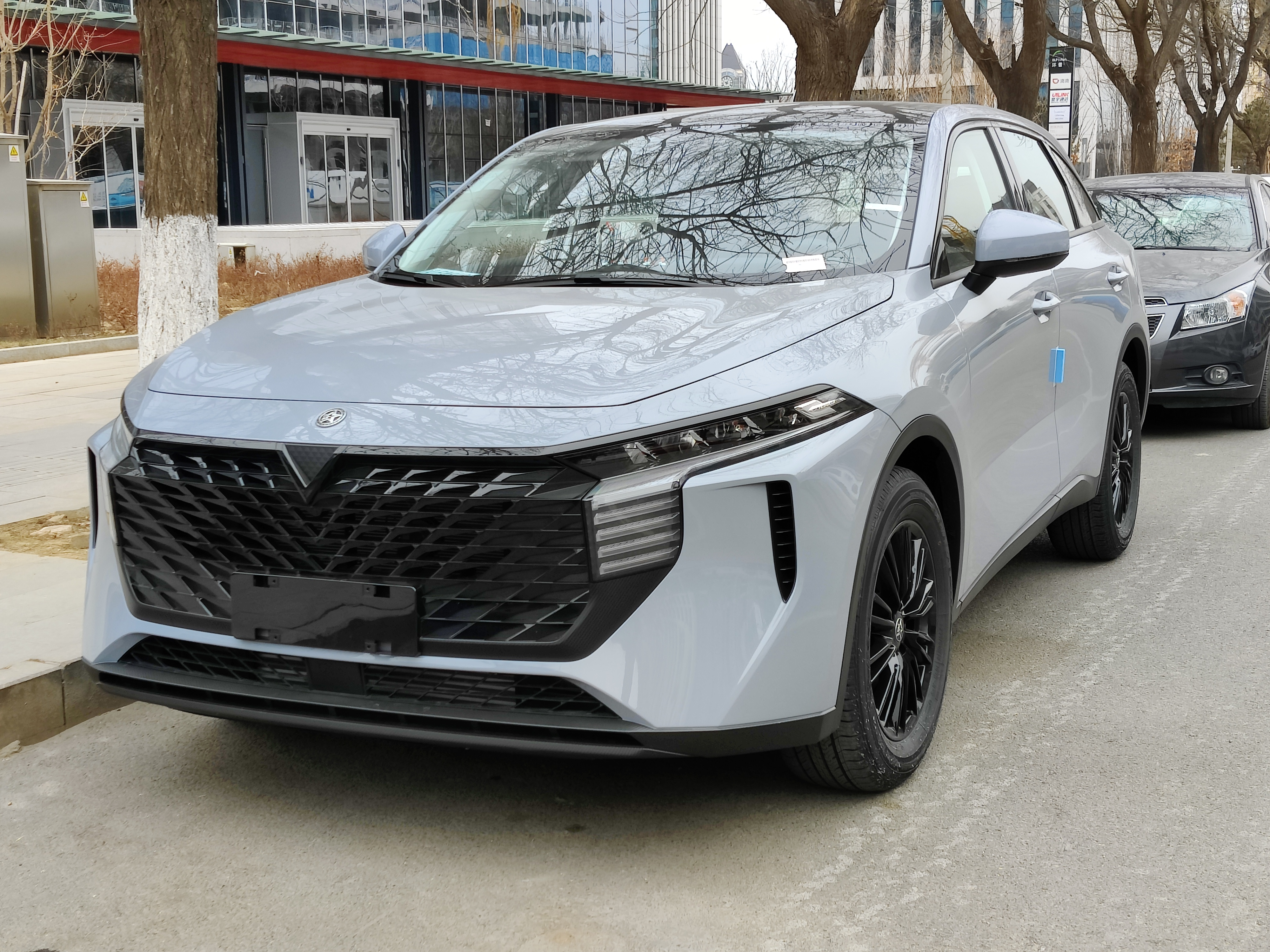
베누시아 V-온라인
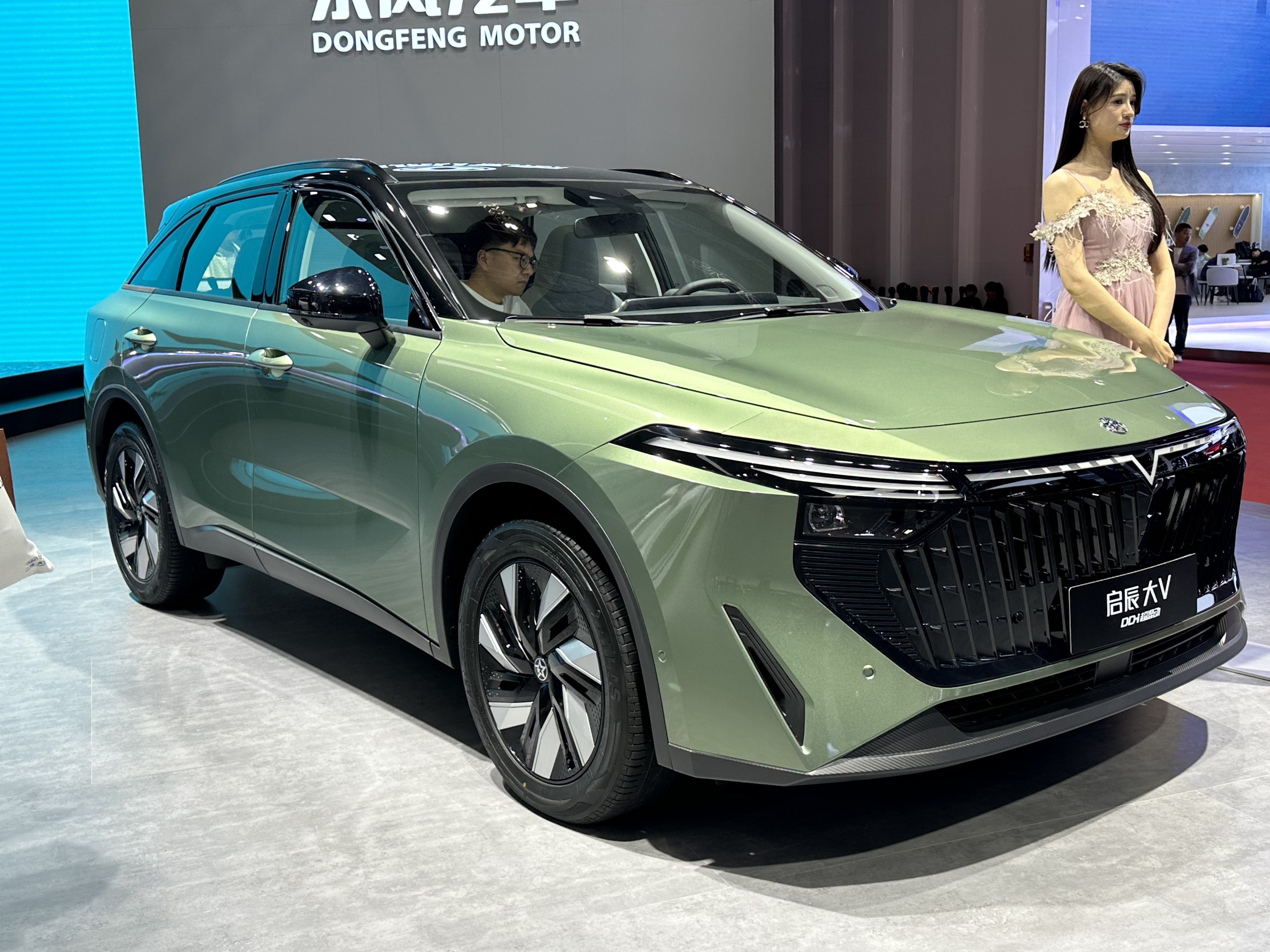
베누시아 V-온라인 DD-i
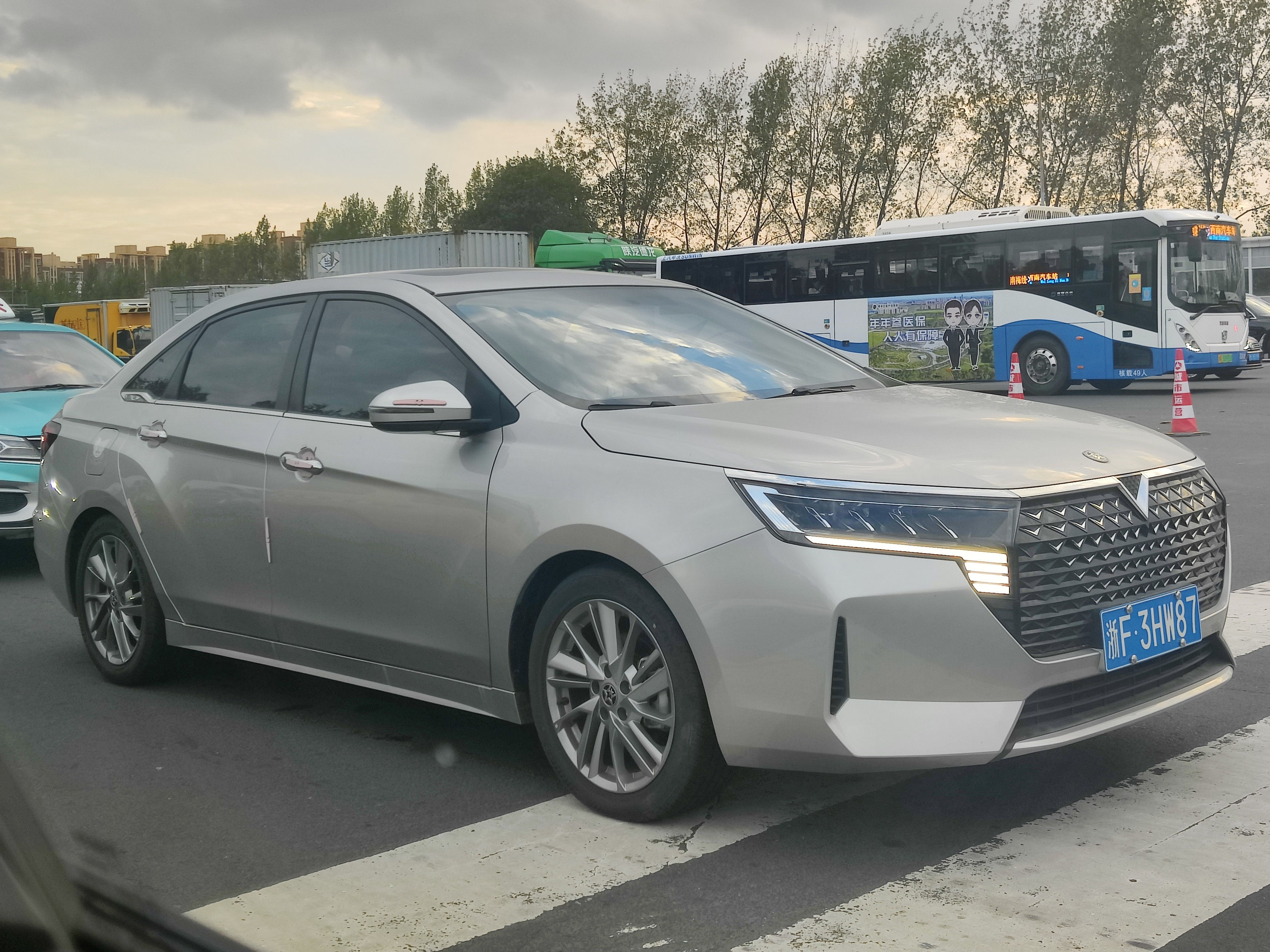
베누시아 D60
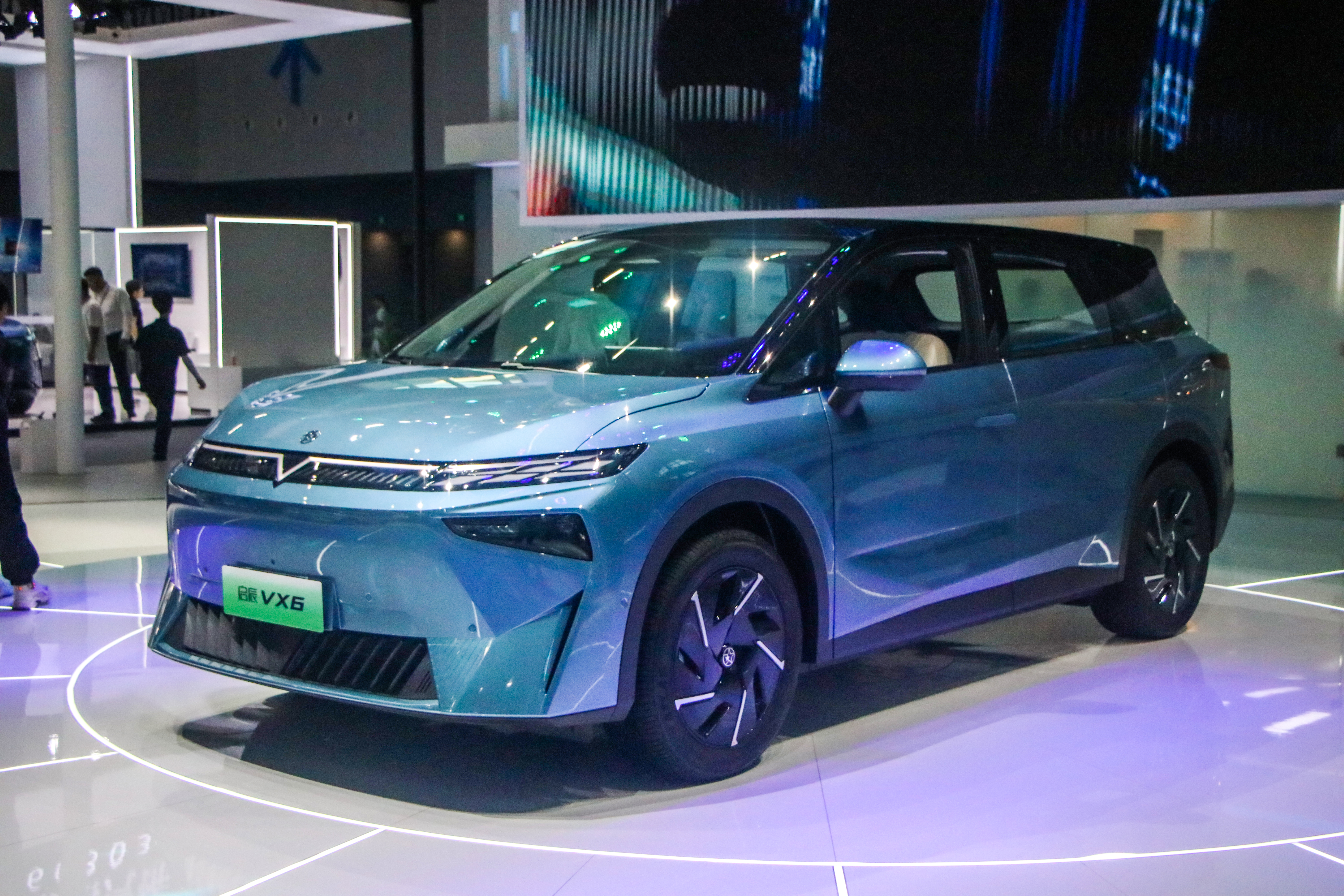
베누시아 VX6

다음 베누시아 차량은 단종된 제품이다.
- e30, 닛산 리프 기반 EV (2015년–2017년[35]), 르노 시티 K-ZE 기반 EV (2019년–2023년)
- R30, 5도어 슈퍼미니 자동차 (2014년–2017년)
- R50, 5도어 소형 해치백 (2012년–2017년) (닛산 티다 해치백 기반)
- R50X, AWD 고층 해치백 (2013년–2017년) (닛산 티다 해치백 기반)
- D50, 4도어 소형 세단 (2012년–2017년) (닛산 티다 세단 기반)
- M50V, MPV (2016년–2020년)
- T70X, 고층 AWD 소형 5도어 CUV (2015년–2017년)
- T70, 5도어 소형 CUV (2014년–2020년)
- T90, 3열 중형 패스트백 CUV (2016년–2022년)

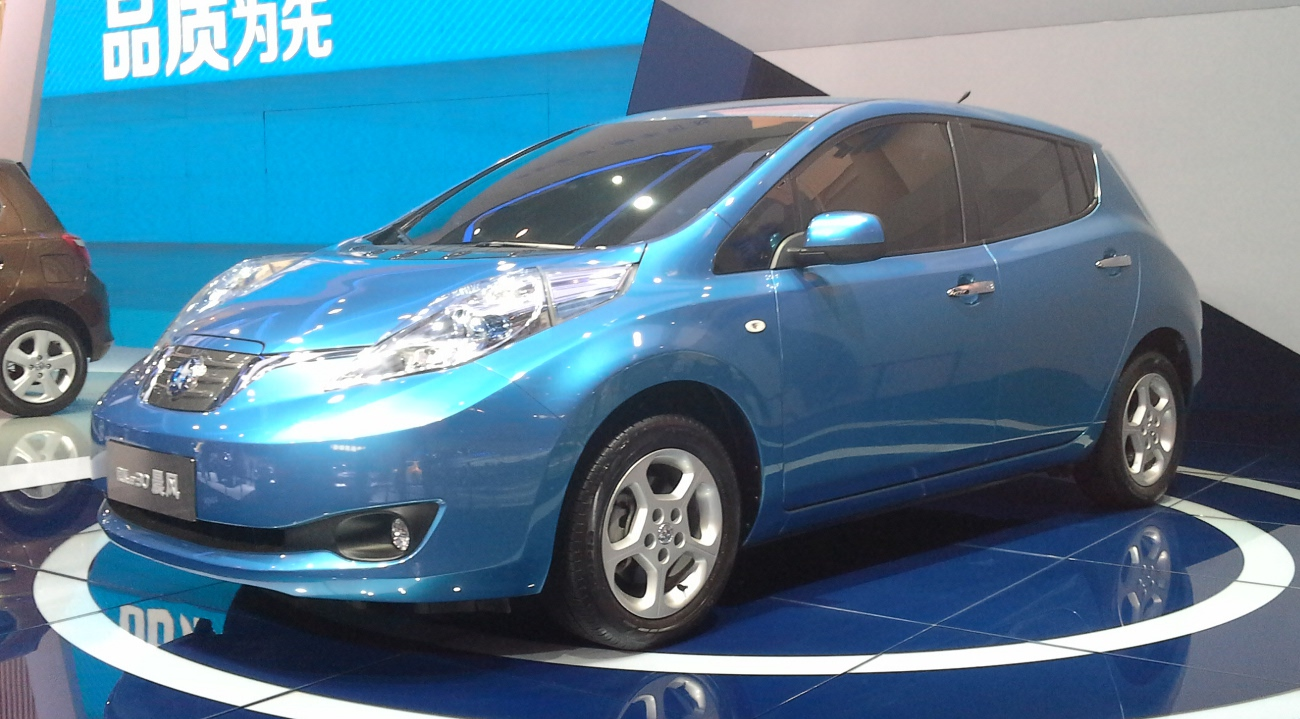
베누시아 e30 EV
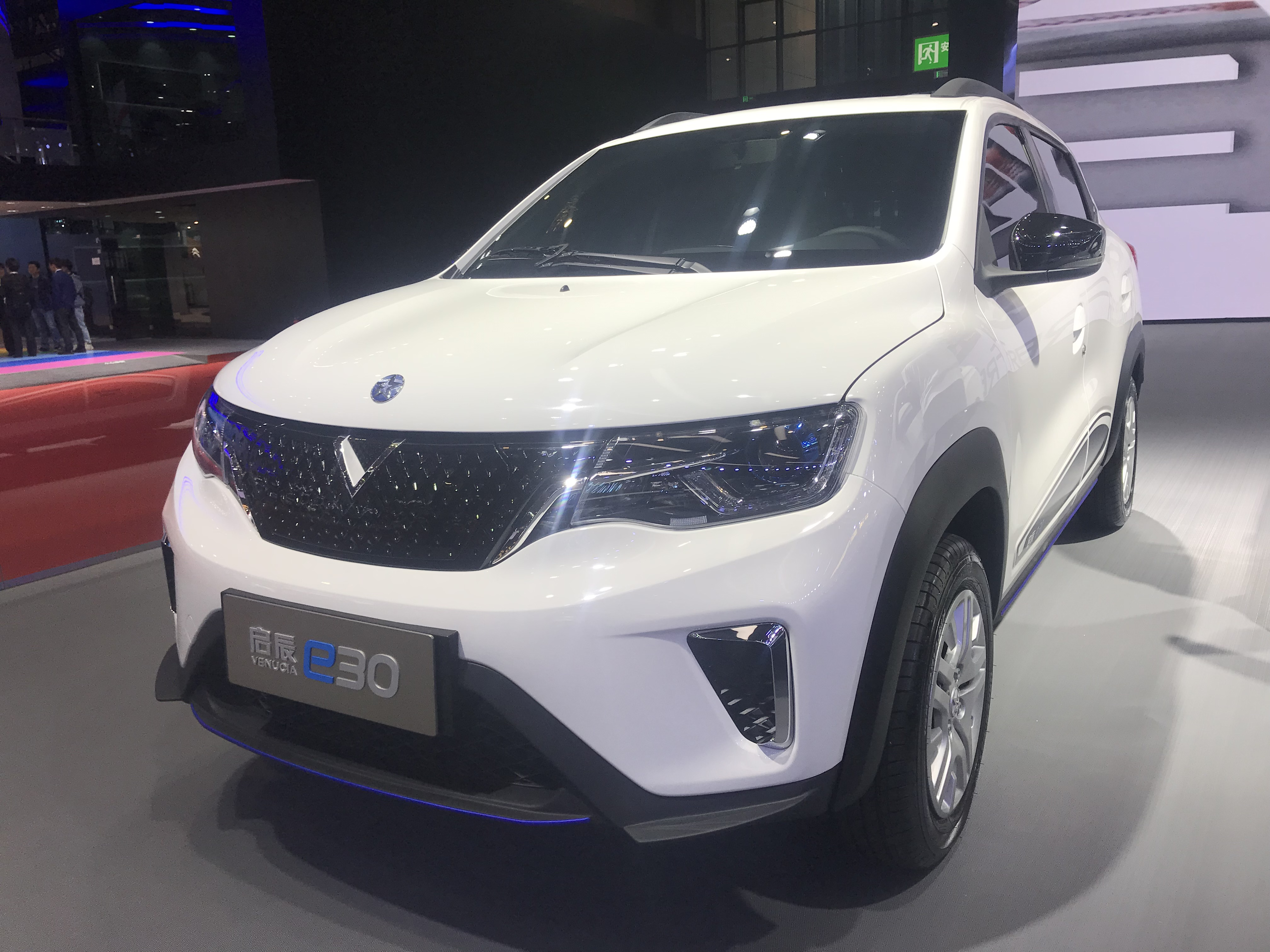
베누시아 e30 EV (2019년 이후)
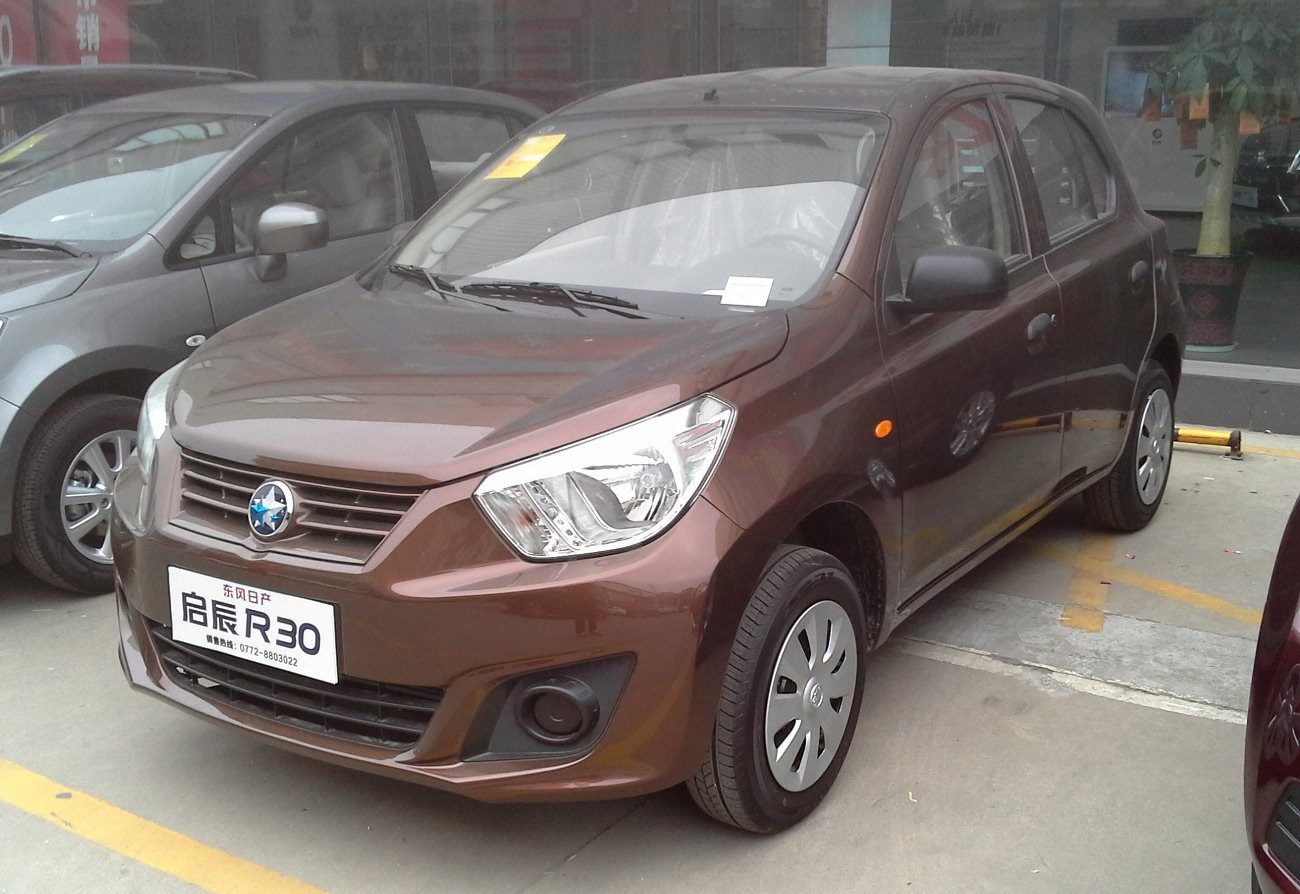
베누시아 R30
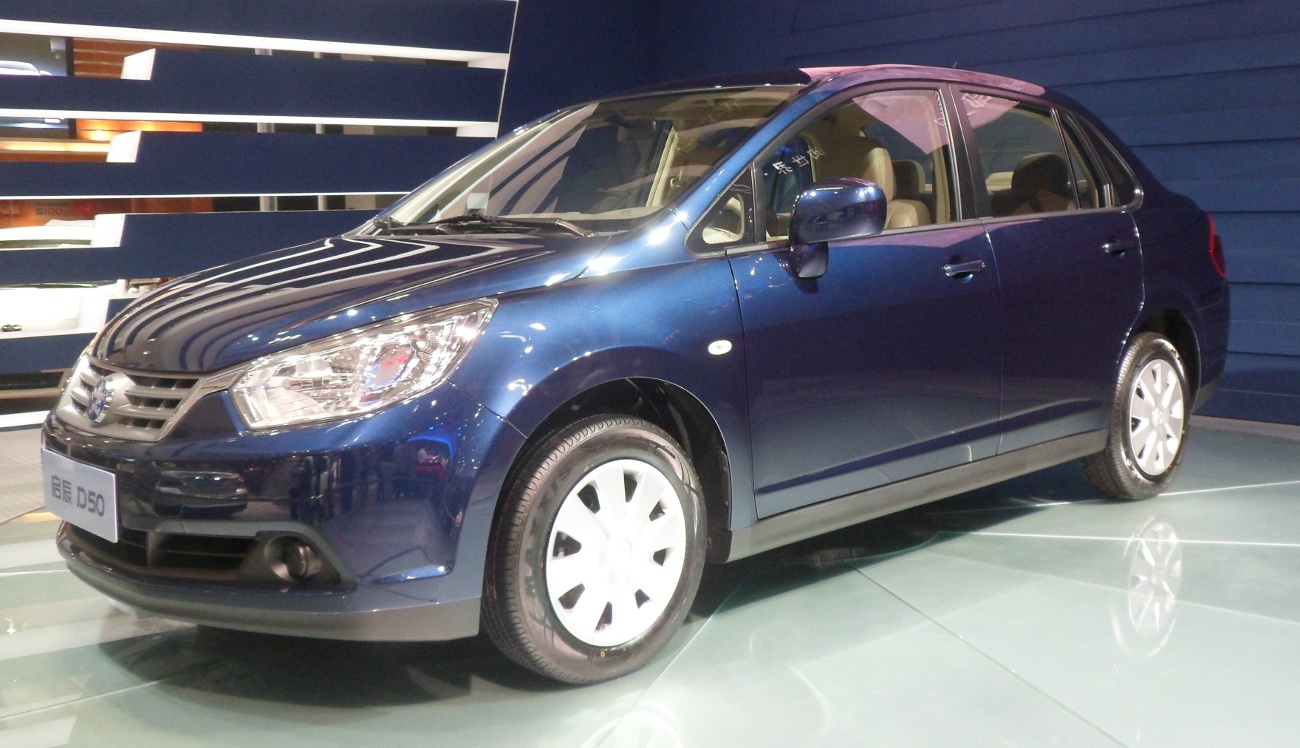
베누시아 D50
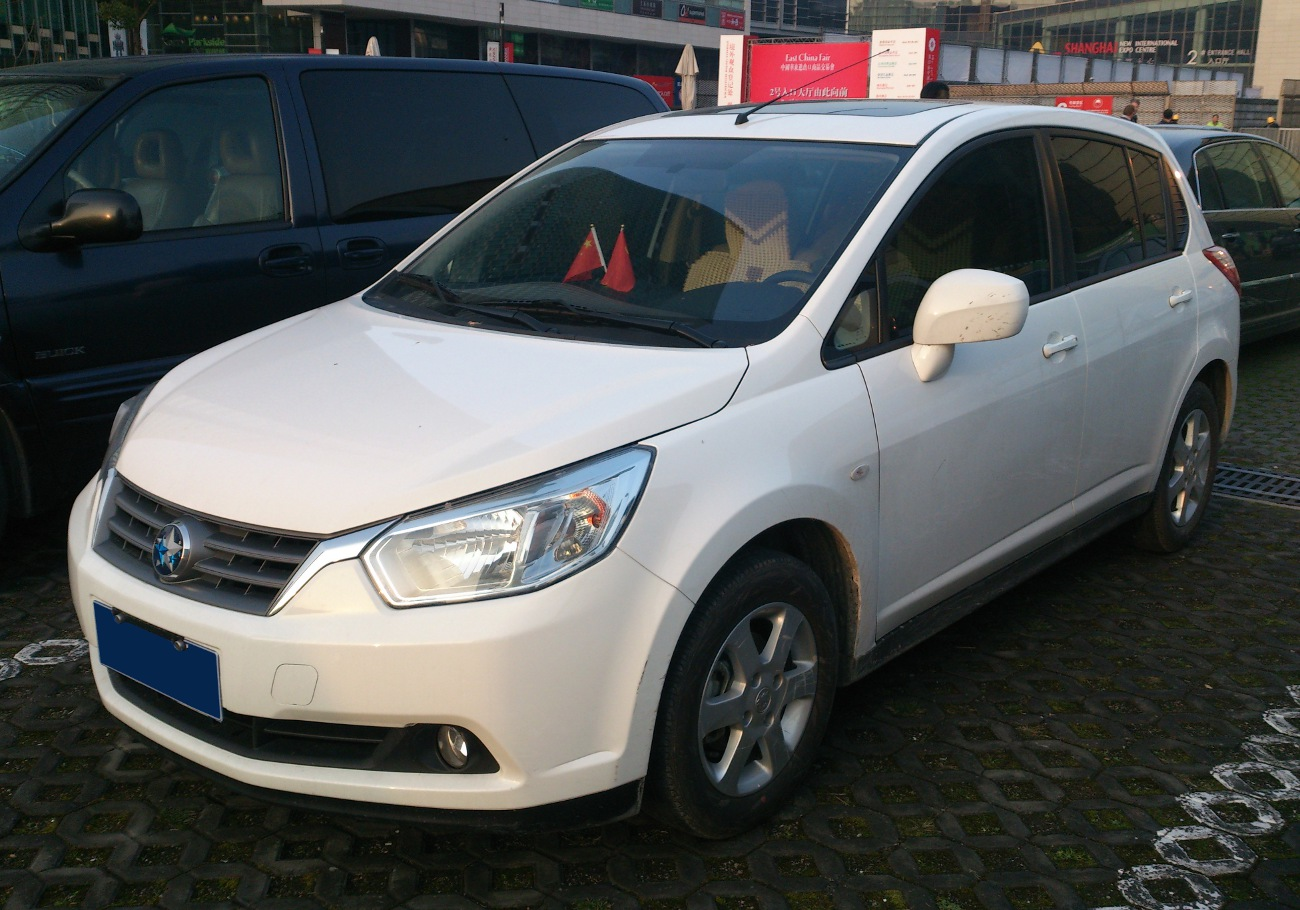
베누시아 R50
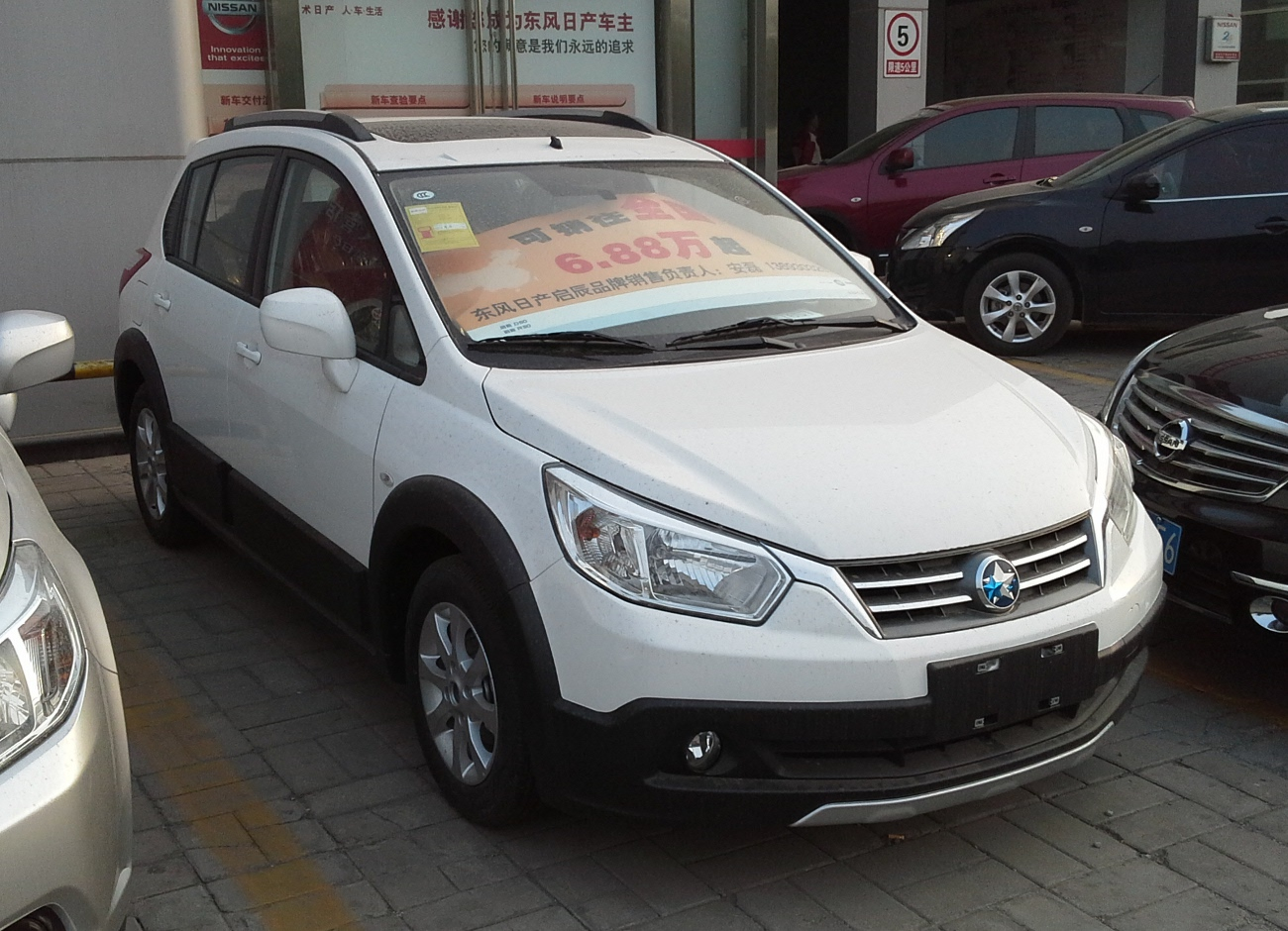
베누시아 R50X
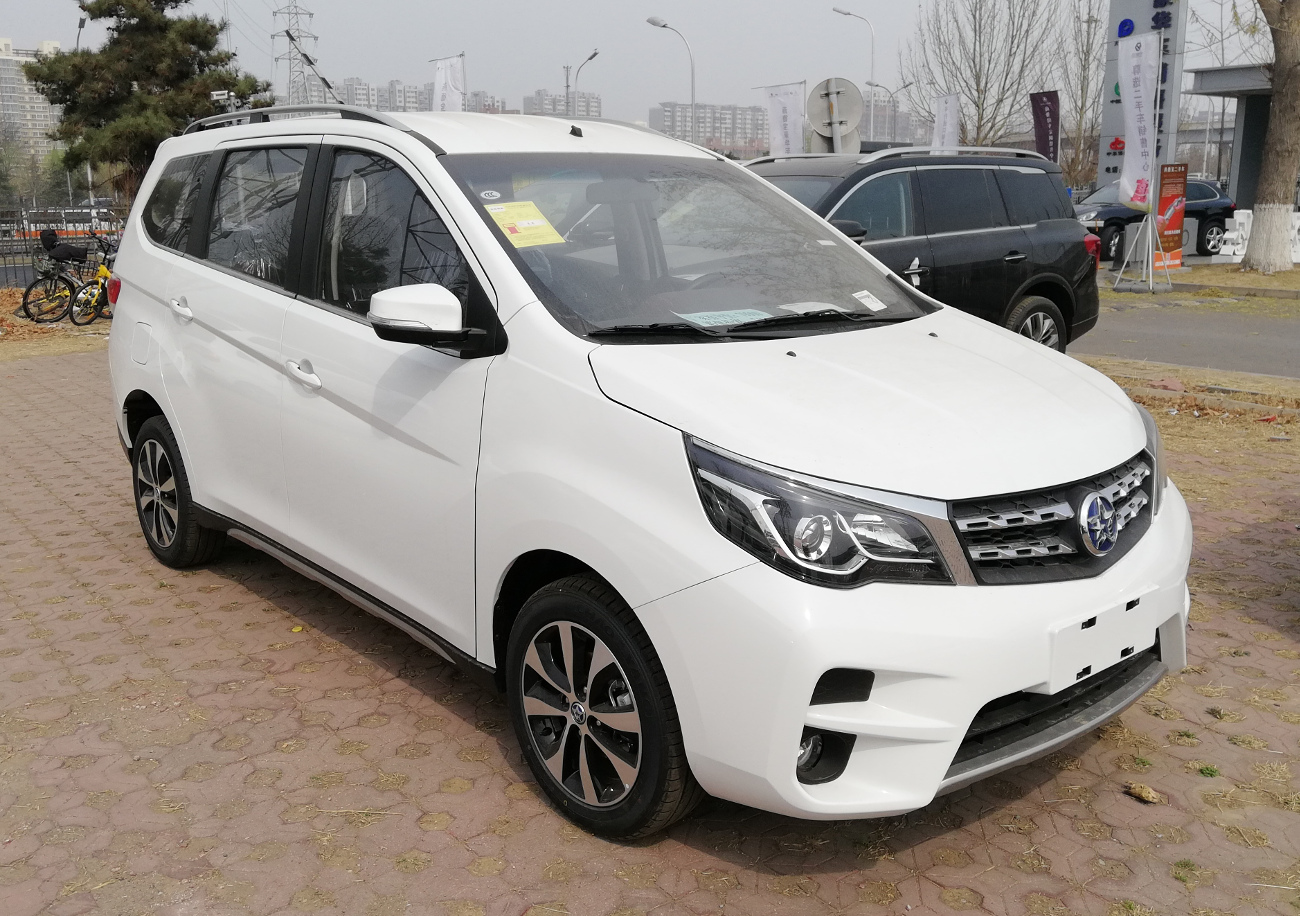
베누시아 M50V
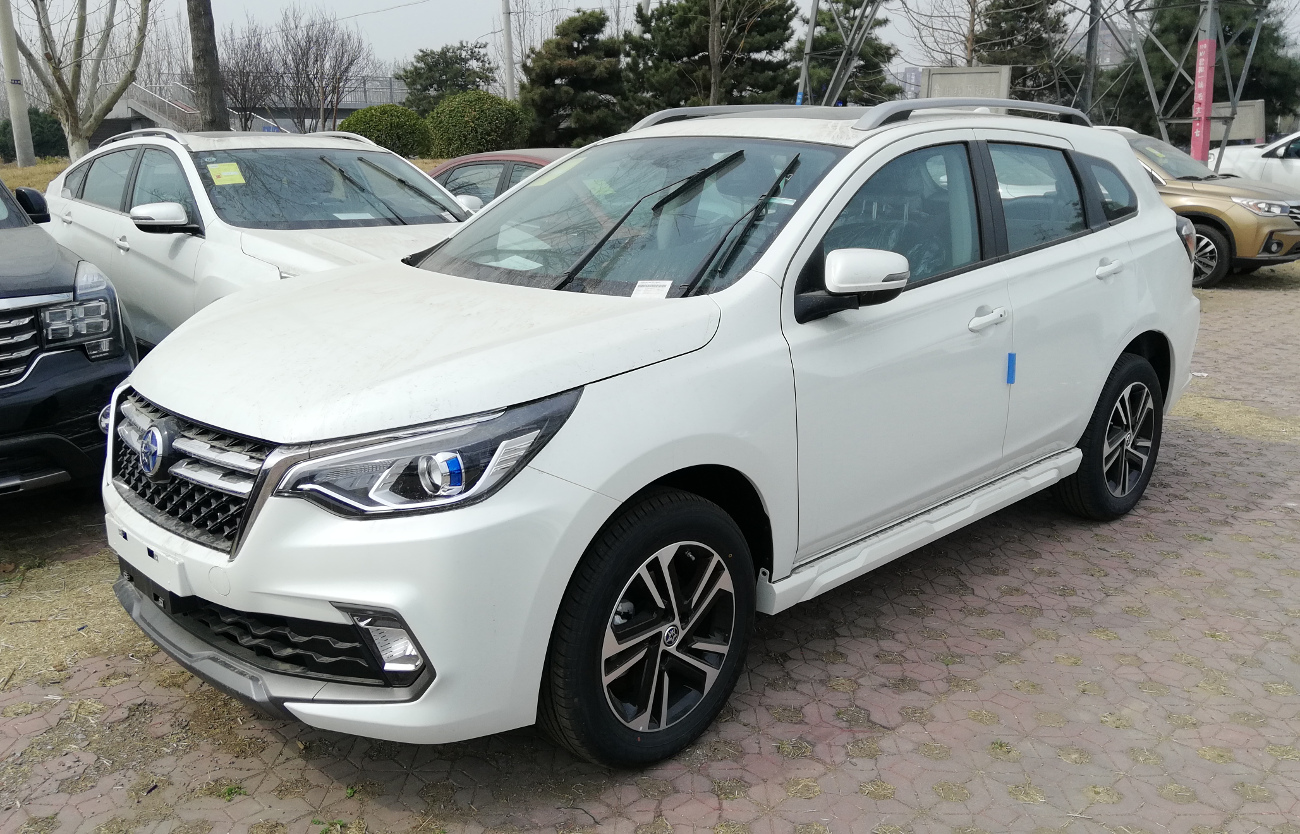
베누시아 T70
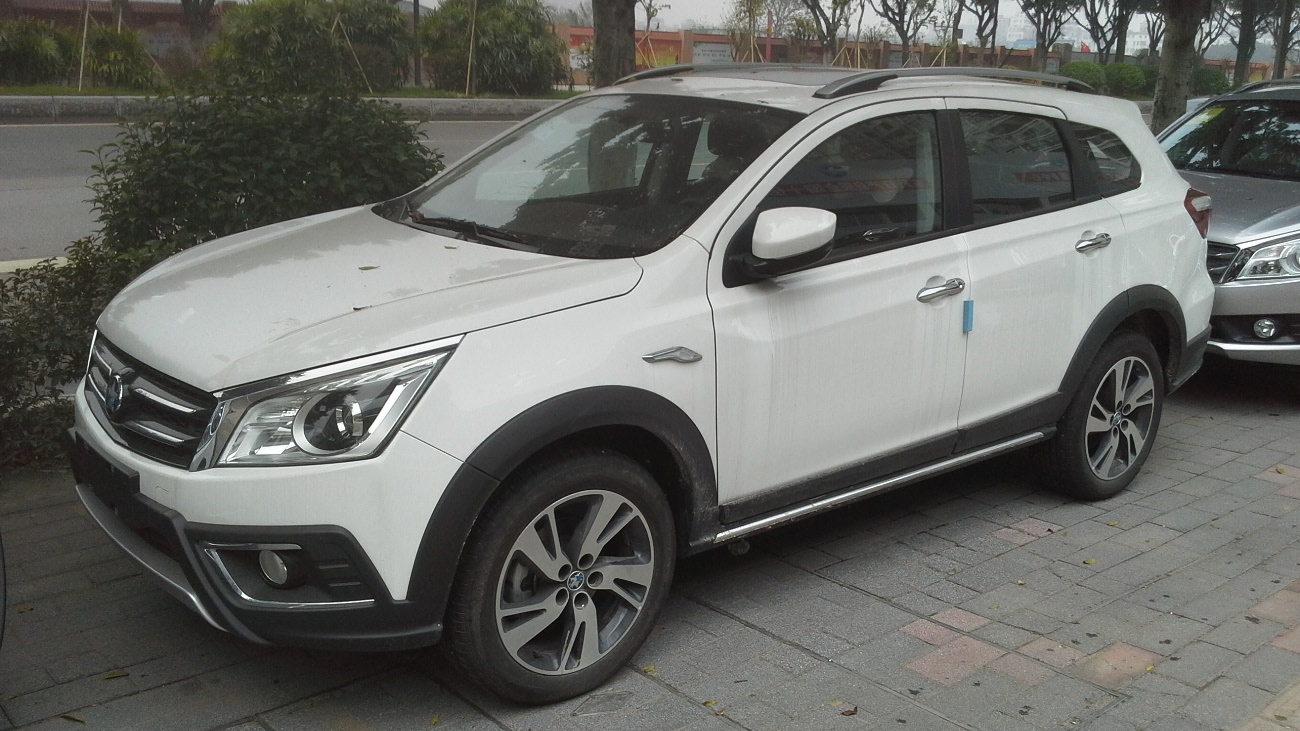
베누시아 T70X
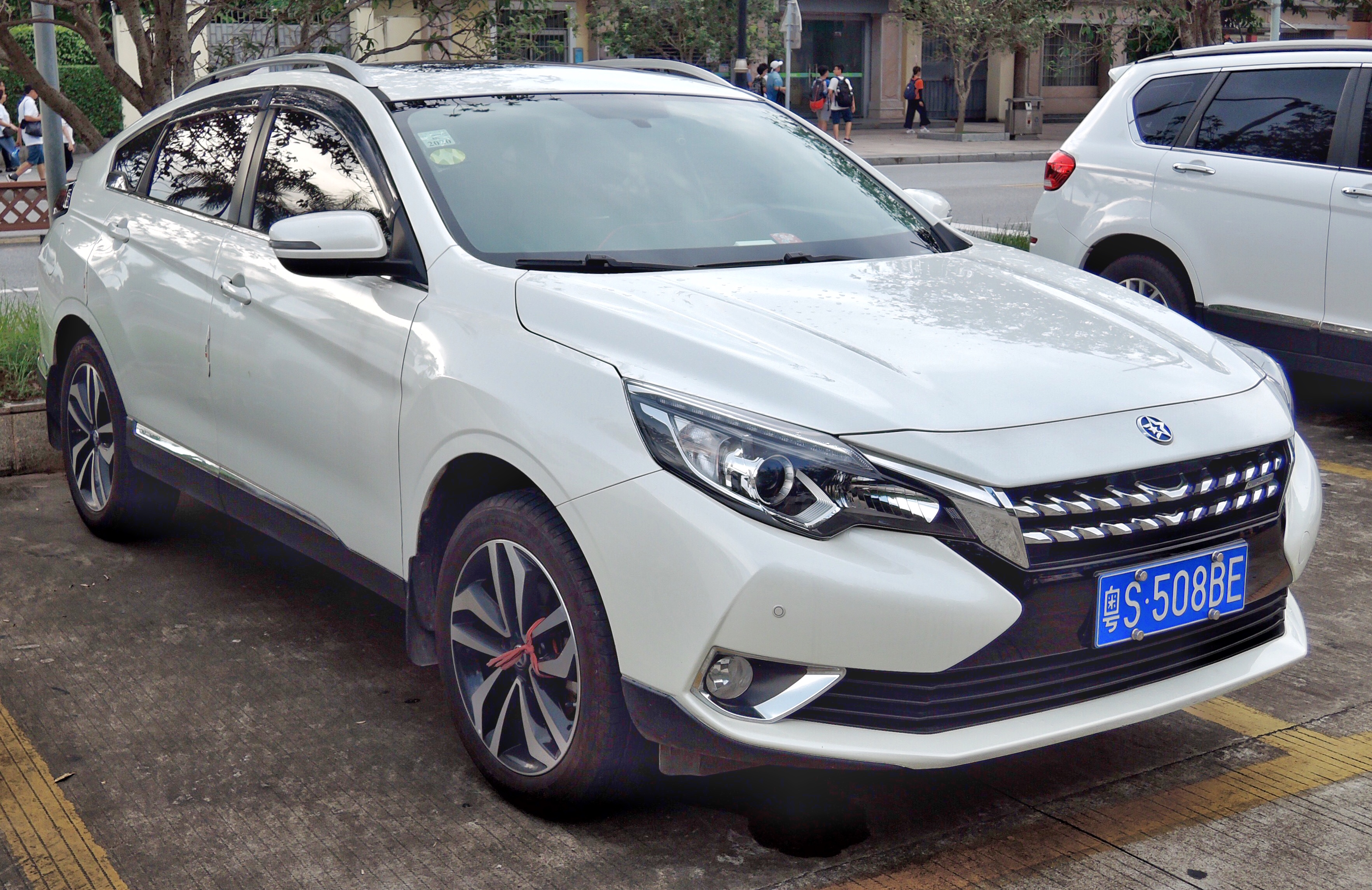
베누시아 T90
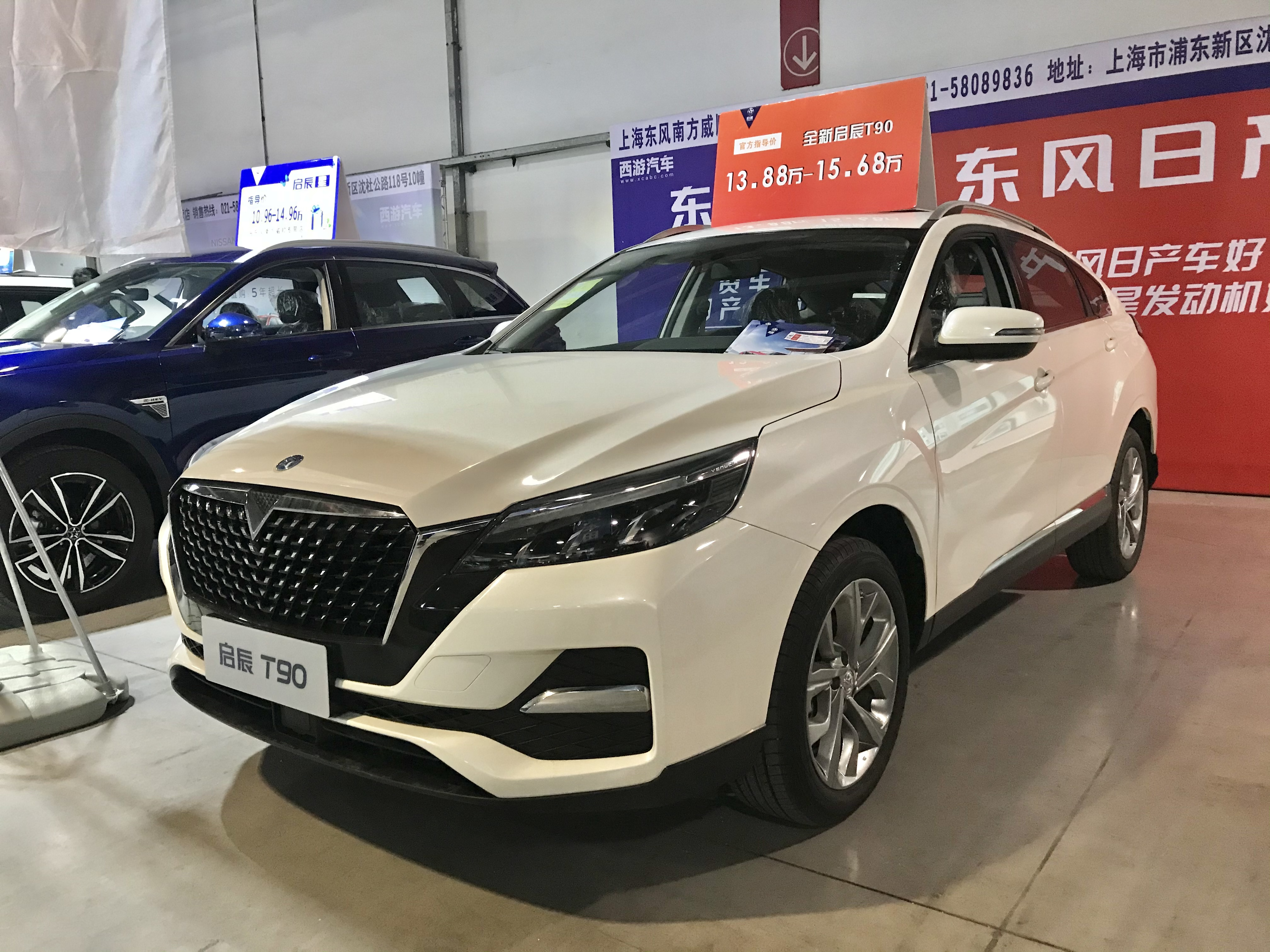
베누시아 T90 페이스리프트

### 컨셉트 카
- 베누시아 비와 (전기차량 콘셉트, 2013년)[36]
- 베누시아 보우 (쿠페 콘셉트, 2015년)[37]
- 베누시아 더 X (크로스오버 콘셉트, 2018년)[25]
- 베누시아 더 V (크로스오버 콘셉트, 2019년)

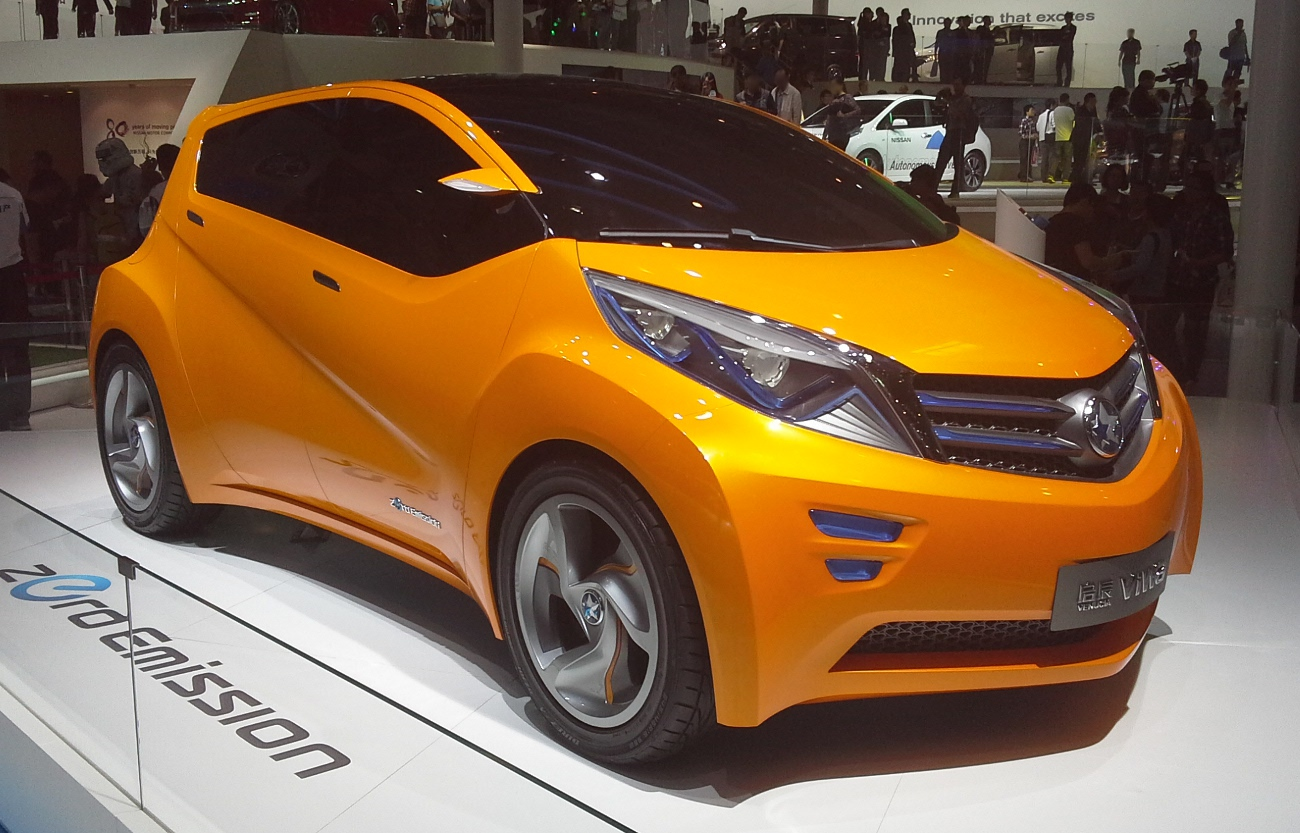
베누시아 비와 콘셉트
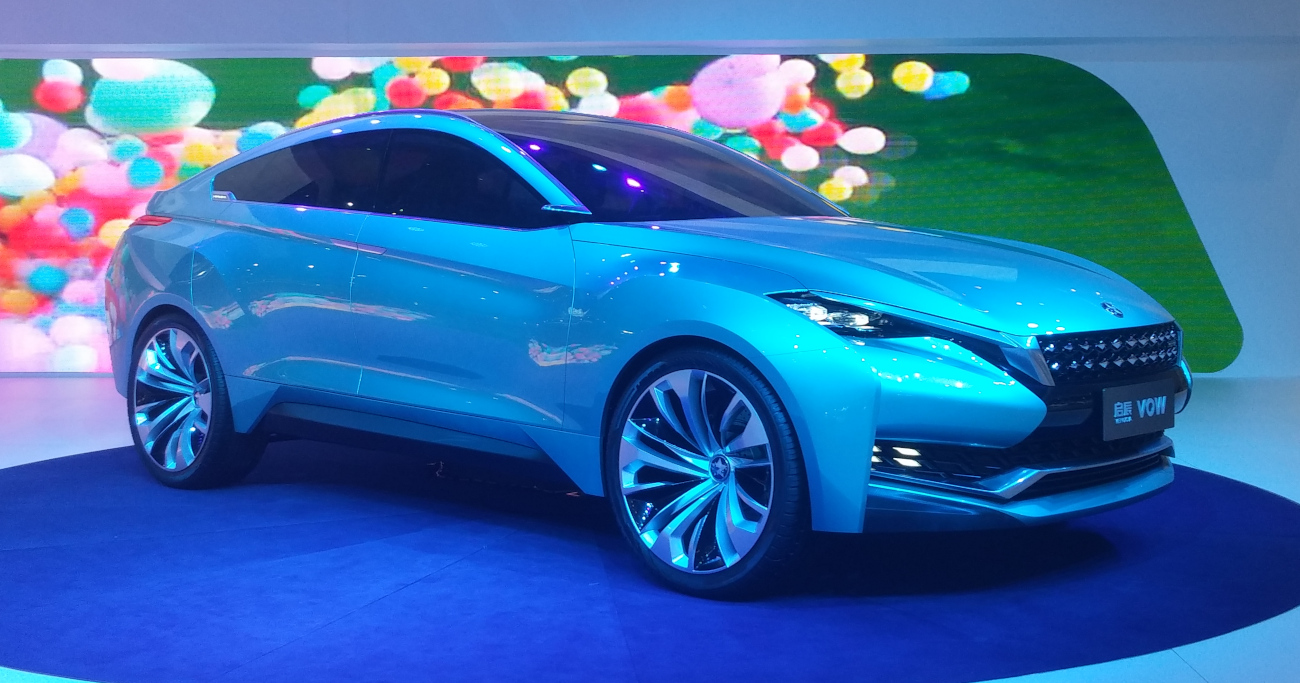
베누시아 보우 콘셉트

## 내용주
1. ↑  회사명은 둥펑 베누시아 자동차 유한공사로도 번역되었다.